# Aphrastochthonius pachysetus
Aphrastochthonius pachysetus är en spindeldjursart som beskrevs av William B. Muchmore 1976. Aphrastochthonius pachysetus ingår i släktet Aphrastochthonius och familjen käkklokrypare. Inga underarter finns listade i Catalogue of Life.